# Арасланов, Артём Амирович
Артём Ами́рович Арасла́нов (род. 25 июля 1994, Кирово-Чепецк, Кировская область, Россия) — российский легкоатлет, специализирующийся в спринтерском беге. Победитель и призёр чемпионатов России. Мастер спорта России (2015 год).

## Биография
Воспитанник Спортивной школы олимпийского резерва № 1 Кирово-Чепецка (первый тренер Владимир Сырцев). В лёгкую атлетику перешёл после 9 лет занятий традиционным для Кирово-Чепецка хоккеем с шайбой.
В 2012 году поступил в Поволжскую государственную академию физической культуры и спорта (г. Казань). В 2014 году был удостоен премии президента России для поддержки талантливой молодежи за II место в III летней Спартакиаде молодежи России. В настоящее время служит в спортивной роте ЦСКА и выступает за этот клуб. Является членом сборной России по лёгкой атлетике..
На Чемпионате России в помещении 2017 года занял третье место на дистанции 200 м с результатом 21,39 сек. (однако, официально эта дисциплина из соревнований чемпионата была исключена) .
На Чемпионате России в помещении 2019 года стал первым на дистанции 400 м с результатом 47,11 сек.
На Чемпионате России 2019 года стал вторым на дистанции 400 м с результатом 46,39 сек.
В эстафетном беге 4х400 м на чемпионатах России 2019 года в помещении (Москва) и летнем (Чебоксары) стал бронзовым призёром. На чемпионате 2020 года четвёрка с его участием стала второй.
На Чемпионате России в помещении 2021 года стал вторым на дистанции 400 м с результатом 47,36 сек.
На Чемпионате России 2023 года стал вторым на дистанции 400 м с результатом 46,34 сек.

## Достижения
- Бронзовый призёр на дистанции 200 м в соревнованиях в рамках чемпионата России в помещении (2017) (дисциплина не входила в состав официальных дисциплин чемпионата)
- Чемпион России в помещении (2019) на дистанции 400 м
- Бронзовый призёр чемпионата России в помещении (2019) в эстафетном беге на дистанции 4х400 м
- Серебряный призёр чемпионата России (2019) на дистанции 400 м
- Бронзовый призёр чемпионата России (2019) в эстафетном беге на дистанции 4х400 м
- Серебряный призёр чемпионата России (2020) в эстафетном беге на дистанции 4х400 м
- Серебряный призёр чемпионата России в помещении (2021) на дистанции 400 м
- Серебряный призёр чемпионата России (2023) на дистанции 400 м